# Championnat de Guinée-Bissau de football 1979-1980
Navigation
Édition précédente Édition suivante
La saison 1979-1980 du Championnat de Guinée-Bissau de football est la sixième édition de la Primeira Divisião, le championnat de première division en Guinée-Bissau. Seize équipes se retrouvent au sein d'une poule unique où elles s'affrontent à deux reprises. En fin de saison, les deux derniers du classement sont relégués afin de permettre le passage du championnat à quatorze équipes.
C'est le club de Sport Bissau e Benfica, tenant du titre, qui est à nouveau sacré cette saison après avoir terminée en tête du classement final, ne devançant l'UDI Bissau qu'au bénéfice de la différence de buts particulière. Ajuda Sport de Bissau prend la troisième place du classement, à sept points du duo de tête. Il s'agit du troisième titre de champion de Guinée-Bissau de l'histoire du club.

## Les clubs participants
- Sporting Clube de Bissau
- Sporting Clube de Bafatá
- UDI Bissau
- Sport Bissau e Benfica
- Ténis Clube de Bissau
- Desportivo de Gabú
- Clube de Futebol "Os Balantas"
- Ajuda Sport de Bissau
- Estrela Negra de Bolama
- Atlético Clube de Bissorã
- Desportivo Recreativo Cultural de Farim
- Bula Futebol Clube
- Futebol Clube de Cantchungo
- Futebol Clube de Tombali
- Estrela Negra de Bissau[1]
- Futebol Clube de Quinara

## Compétition

### Classement
Le classement est établi sur le barème de points suivant : victoire à 2 points, match nul à 1, défaite à 0.
| Rang | Équipe                                  | Pts | J  | G  | N  | P  | Bp | Bc | Diff |
| ---- | --------------------------------------- | --- | -- | -- | -- | -- | -- | -- | ---- |
| 1    | Sport Bissau e BenficaT                 | 46  | 30 | 19 | 8  | 3  | 52 | 23 | +29  |
| 2    | UDI Bissau                              | 46  | 30 | 21 | 4  | 5  | 52 | 16 | +36  |
| 3    | Ajuda Sport de Bissau                   | 39  | 30 | 16 | 7  | 7  | 52 | 29 | +23  |
| 4    | Sporting Clube de Bissau                | 38  | 30 | 13 | 12 | 5  | 42 | 29 | +13  |
| 5    | Estrela Negra de BissauC                | 35  | 30 | 15 | 5  | 10 | 50 | 30 | +20  |
| 6    | Futebol Clube de Tombali                | 32  | 30 | 12 | 8  | 10 | 38 | 28 | +10  |
| 7    | Futebol Clube de Cantchungo             | 30  | 30 | 12 | 6  | 12 | 31 | 37 | -6   |
| 8    | Futebol Clube de Quinara                | 30  | 30 | 13 | 4  | 13 | 38 | 36 | +2   |
| 9    | Bula Futebol Clube                      | 30  | 30 | 10 | 10 | 10 | 44 | 40 | +4   |
| 10   | Desportivo Recreativo Cultural de Farim | 26  | 30 | 11 | 4  | 15 | 33 | 42 | -9   |
| 11   | Ténis Clube de Bissau                   | 25  | 30 | 8  | 9  | 13 | 31 | 36 | -5   |
| 12   | Estrela Negra de Bolama                 | 24  | 30 | 8  | 8  | 14 | 43 | 54 | -11  |
| 13   | Desportivo de Gabú                      | 23  | 30 | 8  | 7  | 15 | 33 | 54 | -21  |
| 14   | Clube de Futebol "Os Balantas"          | 22  | 30 | 6  | 10 | 14 | 37 | 54 | -17  |
| 15   | Sporting Clube de Bafatá                | 19  | 30 | 6  | 7  | 17 | 19 | 48 | -29  |
| 16   | Atlético Clube de Bissorã               | 12  | 30 | 4  | 4  | 22 | 26 | 73 | -47  |

|  | Qualification pour la Coupe des clubs champions africains 1981 |
|  | Qualification pour la Coupe des Coupes 1981                    |
|  | Relégation en deuxième division                                |
|  | T : Tenant du titre C : Vainqueur de la Coupe de Guinée-Bissau |

## Bilan de la saison
| Championnat de Guinée-Bissau de football 1979-1980 |                                   |
| Champion                                           | Sport Bissau e Benfica (3e titre) |
| Coupes et trophées                                 |                                   |
| Vainqueur de la Coupe de Guinée-Bissau 1979-1980   | Estrela Negra de Bissau           |
| Qualifications continentales                       |                                   |
| Coupe des clubs champions africains 1981           | Sport Bissau e Benfica            |
| Coupe des Coupes 1981                              | Estrela Negra de Bissau           |
| Promotions et relégations                          |                                   |
| Promus en Primeira Divisião                        | Aucun                             |
| Relégués en Segunda Divisião                       | Sporting Clube de Bafatá          |
| Relégués en Segunda Divisião                       | Atlético Clube de Bissorã         |